# Sandy Bay (Santa Elena)
Bahía Arenosa (en inglés: Sandy Bay) es una bahía y distrito de la isla Santa Elena. En 2016 el distrito tenía una población de 193 habitantes, en comparación con una población de 254 en 1998.
La parte norte, en el interior del distrito es un área de asentamientos dispersos, de los cuales el principal asentamiento es Bamboo Hedge, ubicado cerca del Pico de Diana. La zona es de carácter rural y aislada. Hay pocas atracciones locales y la mayoría de sus habitantes trabajan en Jamestown y Half Tree Hollow, donde se dirigen mediante un servicio de transporte regular. Lot y Lot's Wife son otros asentamientos del distrito. Aquí también se encuentra una capilla bautista.
Bahía Arenosa da nombre al valle que conduce a la bahía (donde se encuentra la playa del mismo nombre) y a una pequeña isla en la bahía.

## Galería

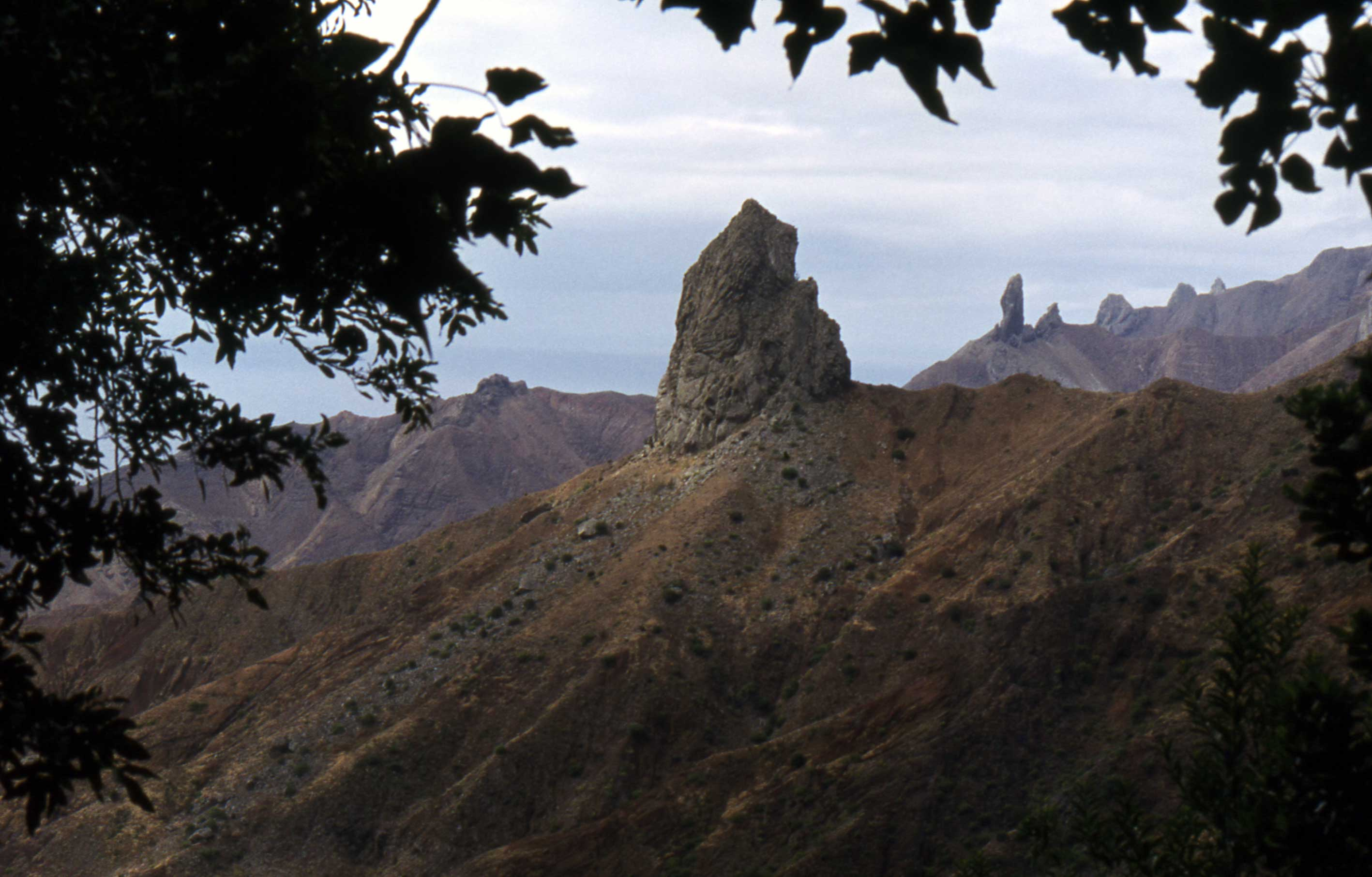
Vista del Lot y Lot's Wife
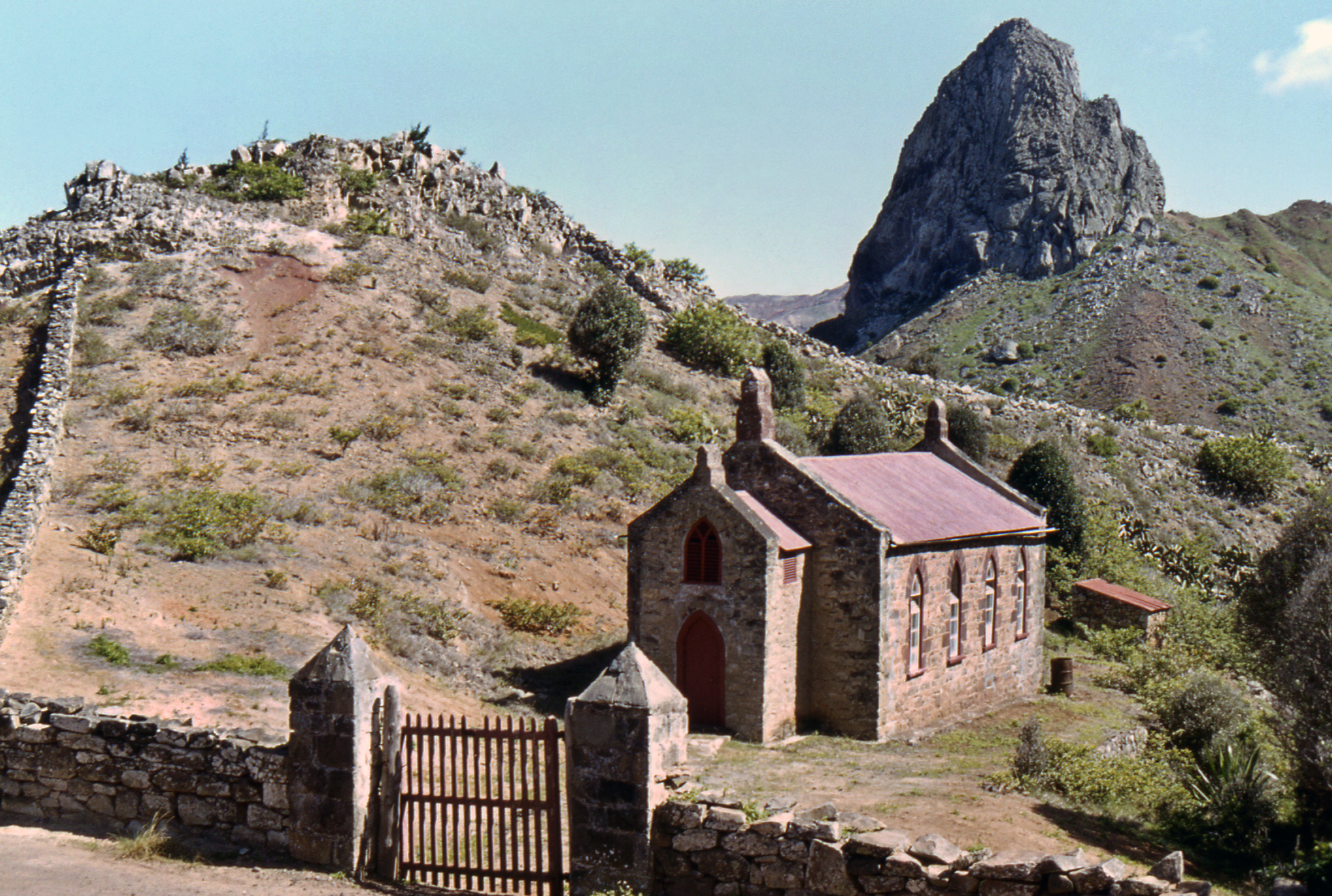
Vista de la capilla bautista de Bahía Arenosa
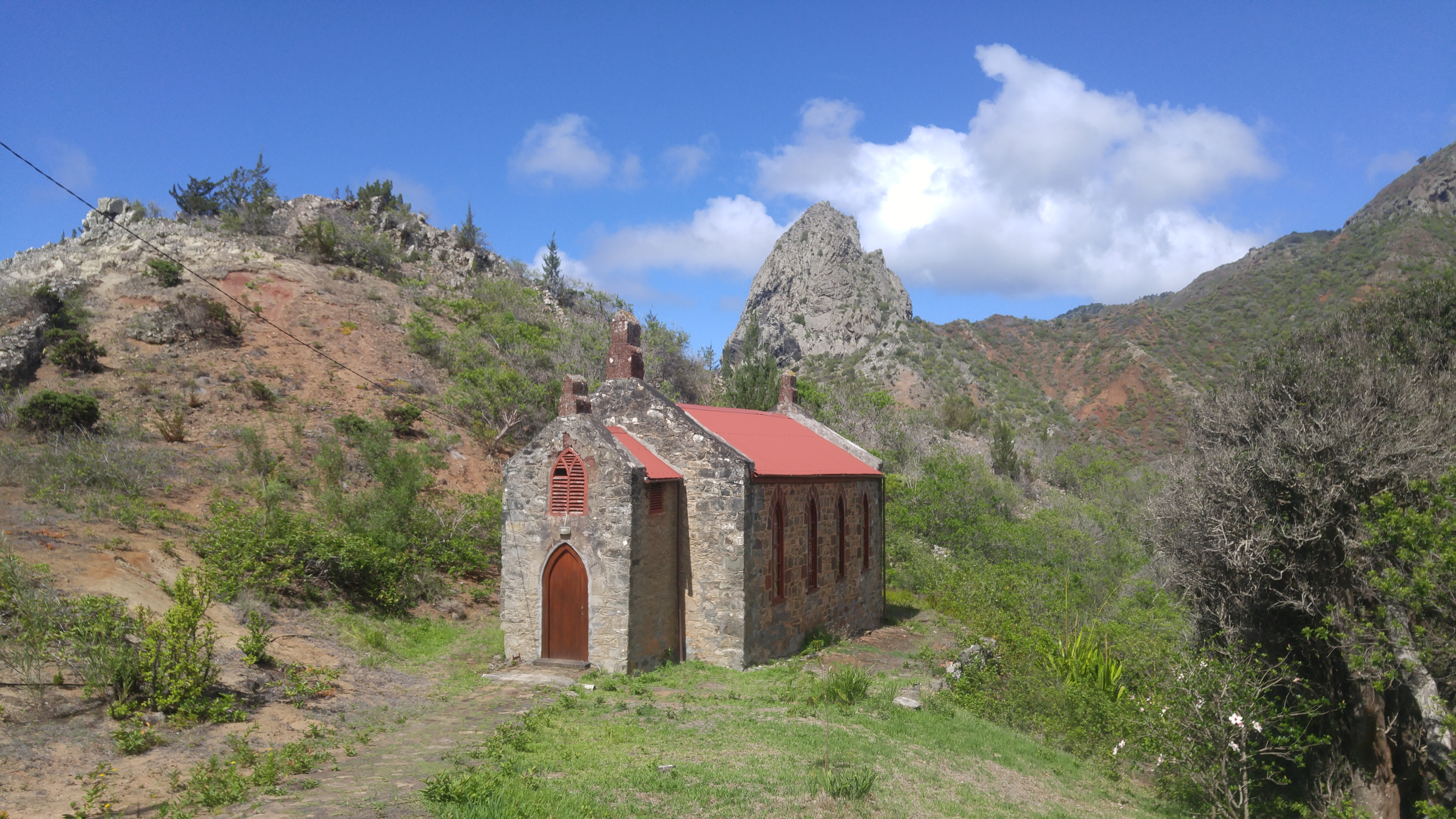
la capilla bautista en 2020
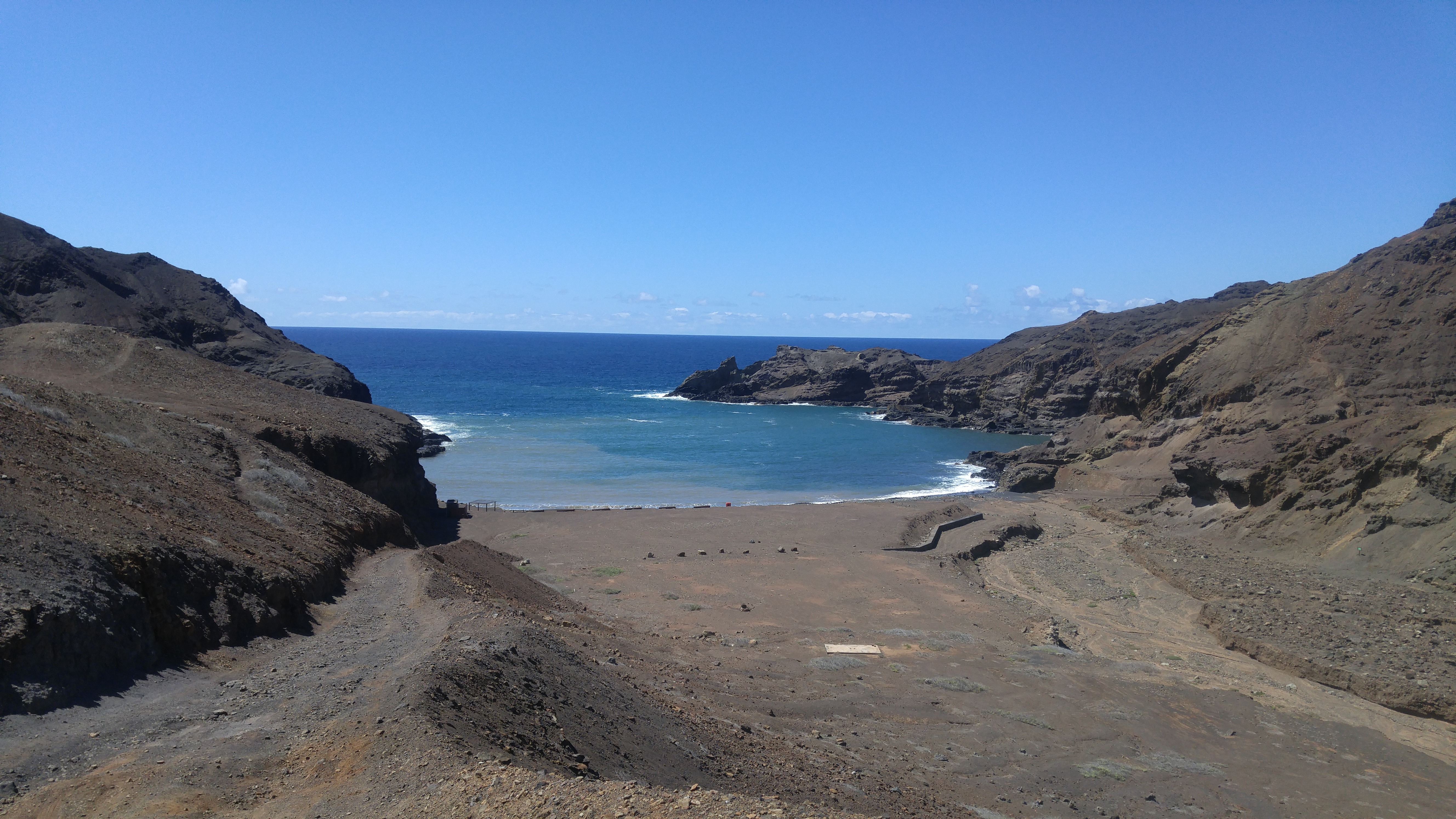
Bahia Arenosa
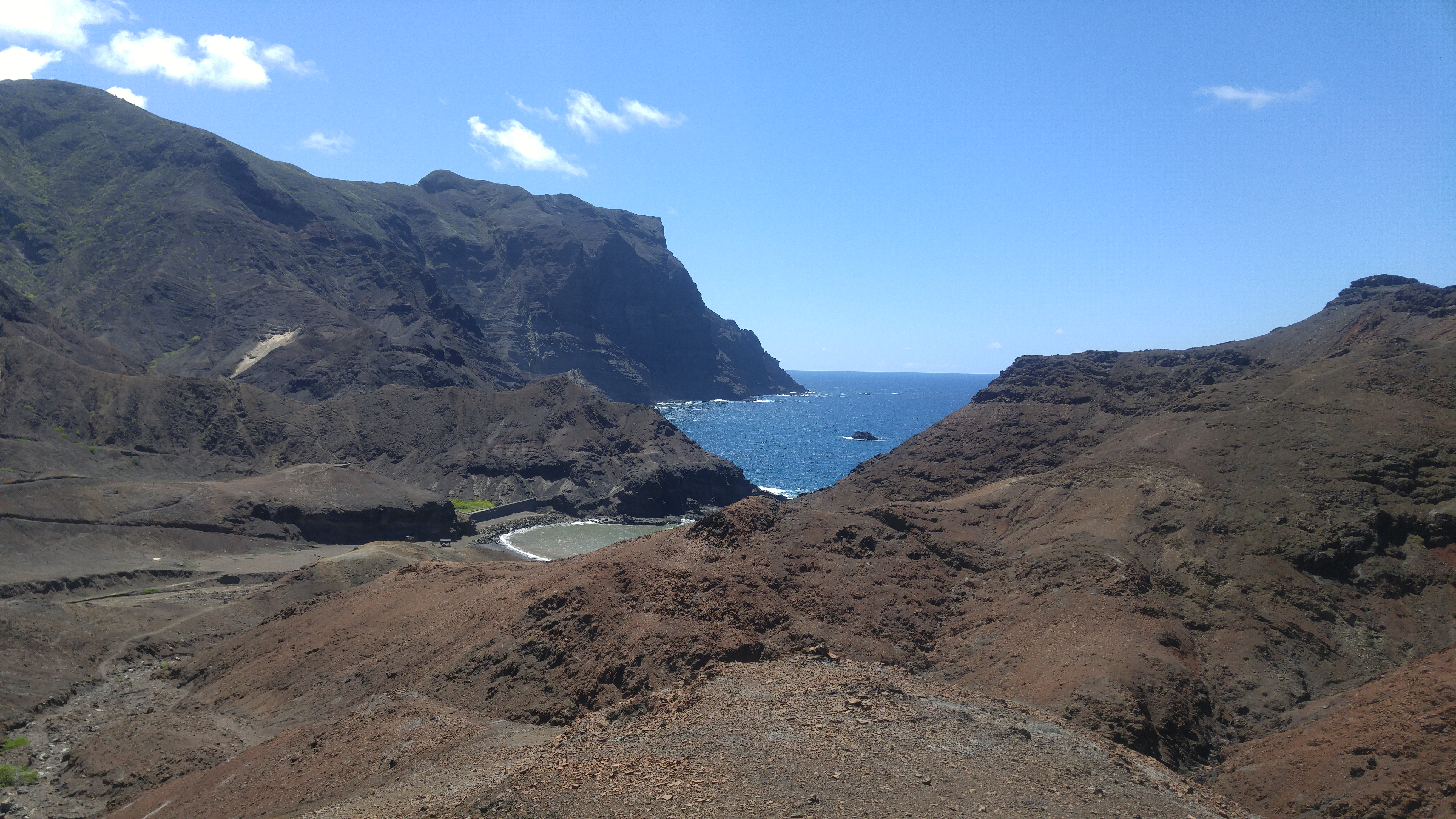
vista desde el oeste
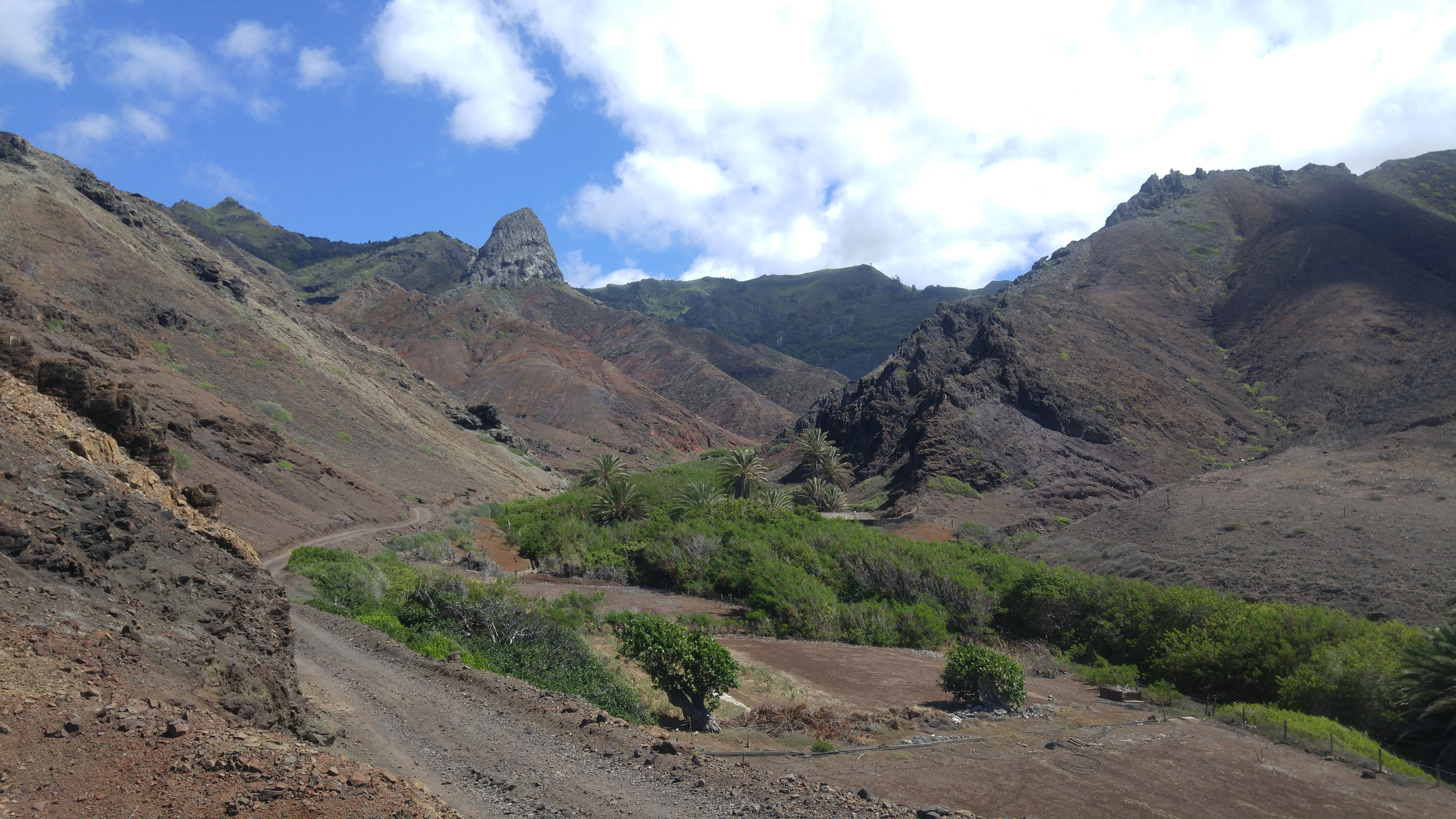
Valle de Sandy Bay
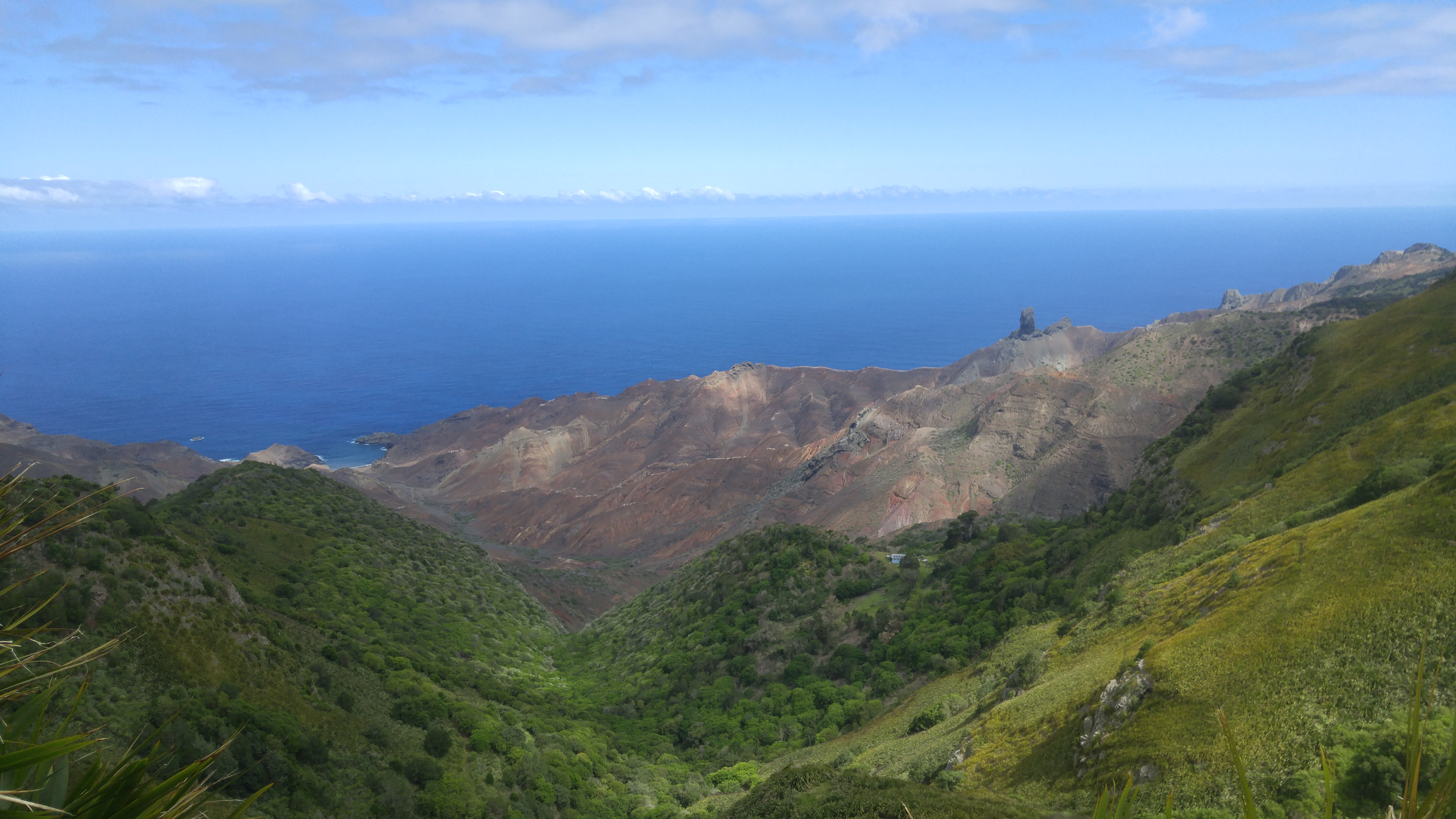
Valle de Sandy Bay
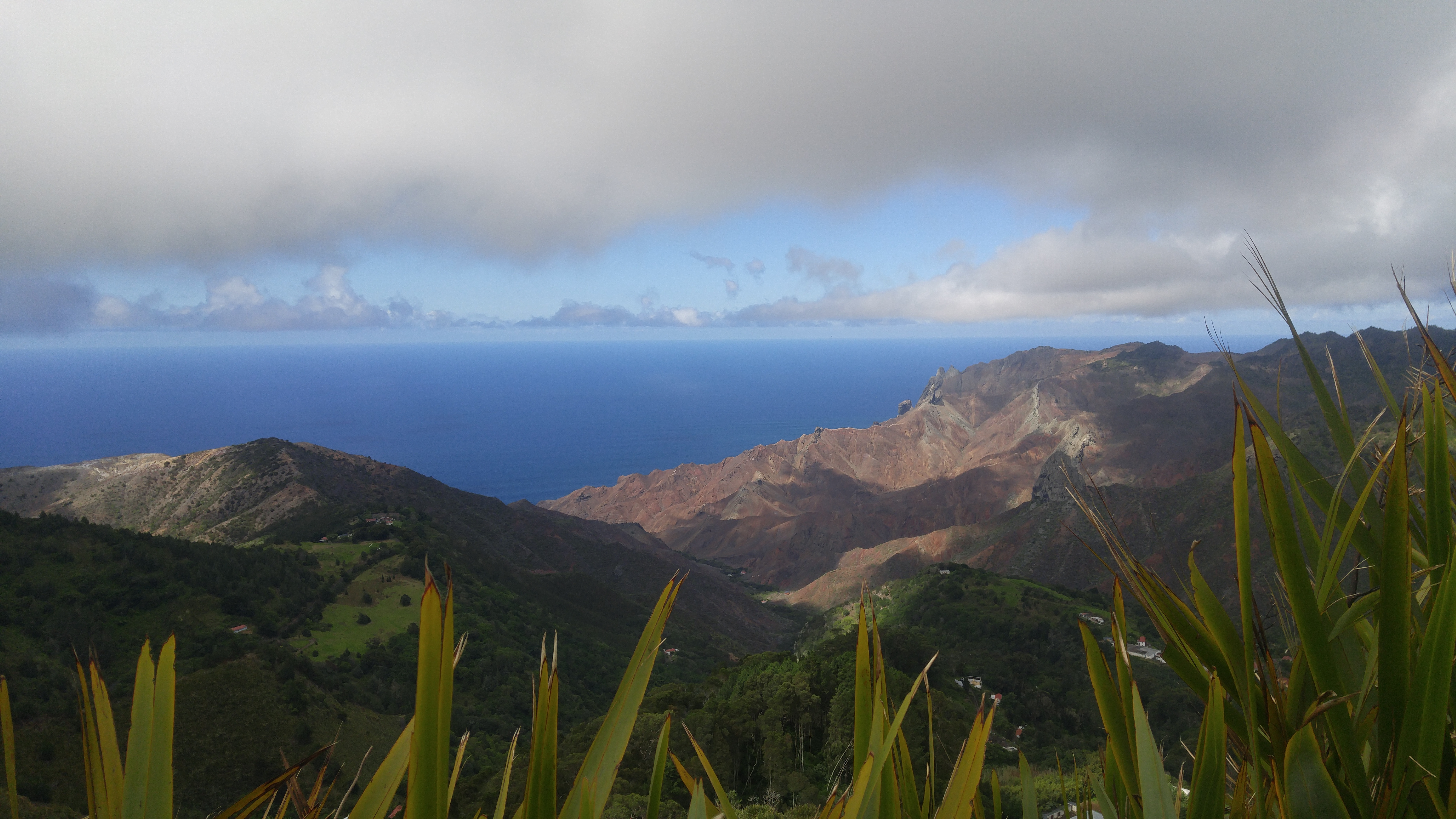
Distrito Sandy Bay
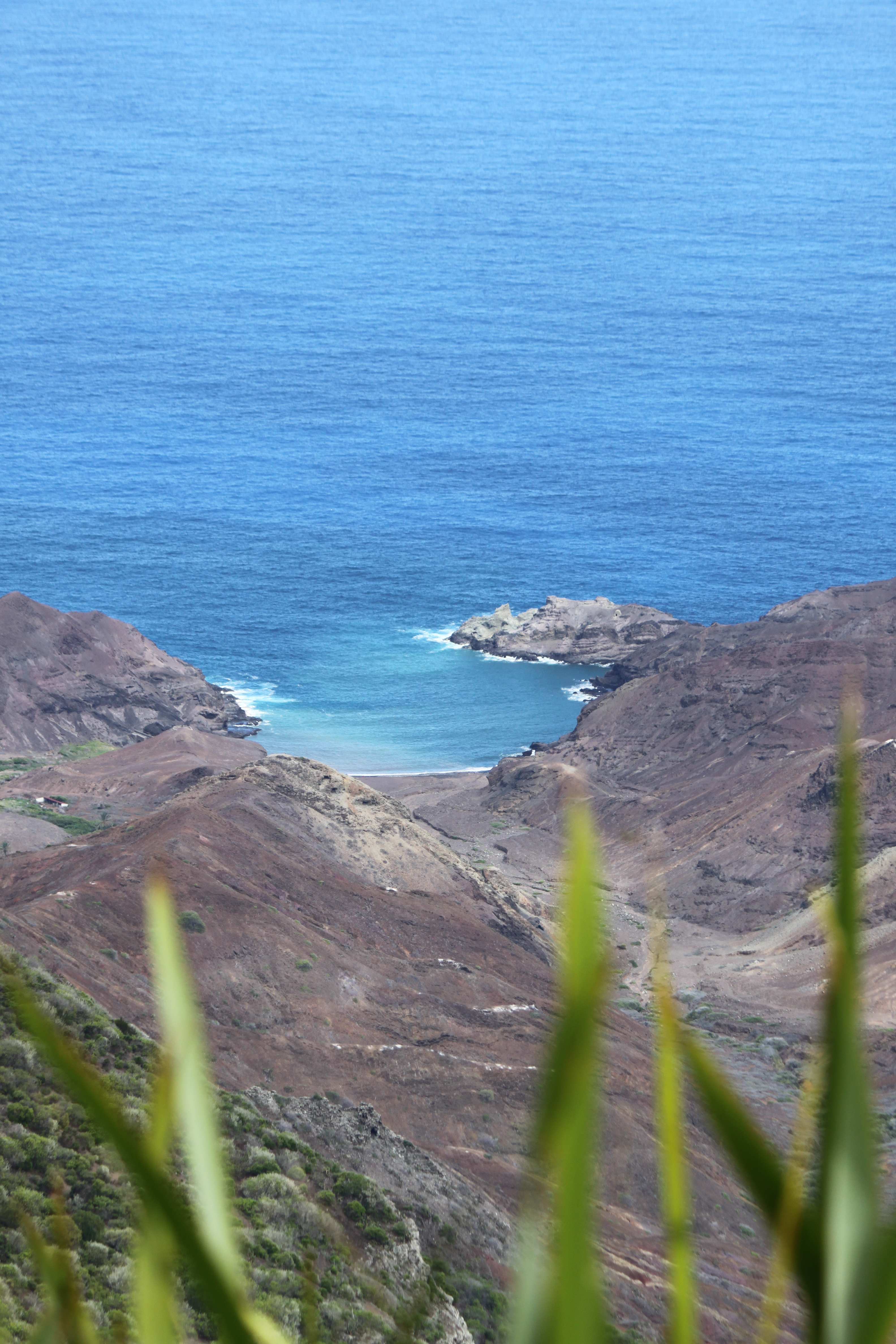
Bahia Arenosa